# Hubert van Eck
Hubert Johannes van Eck (Oegstgeest, 7 mei 1905 - Ede, 24 februari 1991) was een Nederlands politicus, wetenschapper en verzetsstrijder in de Tweede Wereldoorlog.

## Levensloop
Huub van Eck werd geboren als het oudste kind in een gezin van vier. Zijn vader was groentekweker. Hij was een neef van Dirk Antonie van Eck, de eerste burgemeester van socialistische huize in Nederland. In 1929 verhuisde de familie Van Eck naar de Doesburgerbuurt in Ede. Na de HBS studeerde hij sociale geografie aan de Gemeente Universiteit van Amsterdam. Na zijn afstuderen in 1930 vervulde Van Eck als hospitaalsoldaat zijn dienstplicht in de woonplaats van zijn ouders, het garnizoensdorp Ede. Hierna verhuisde hij naar Amsterdam, waar hij aardrijkskundeles gaf op meerdere scholen, waaronder verschillende joodse middelbare scholen. Hij stond van 1930 tot 1946 voltijds voor de klas. Daarna gaf hij nog regelmatig gastlessen.
In mei 1938 promoveerde hij aan de Universiteit van Amsterdam op het proefschrift Boeren en Fabrieksarbeiders. Een sociografie van de Gemeente Ede. Dit onderzoek ging over de ontwikkeling van Ede na de komst van de ENKA en haar fabrieksarbeiders en het ontstaan van Ede-Zuid, afgezet tegen de ontwikkelingen die de landbouw sinds het begin van de twintigste eeuw doormaakte. Kort na zijn promotie vond hij een woning aan de Oude Lunterseweg, net buiten de toenmalige bebouwde kom in Ede.
Van Eck werd in 1939 namens de SDAP lid van de Provinciale Staten van Gelderland. Tijdens de Tweede Wereldoorlog bood hij onderdak aan meerdere joodse onderduikers, onder wie de historicus en latere hoogleraar Jacques Presser. Soms waren er op hetzelfde moment Duitse militairen ingekwartierd. Na de April-meistakingen in 1943 namen de Duitsers een aantal gijzelaars, om een eventuele volgende staking snel de kop in te kunnen drukken. Van Eck stond vanwege zijn SDAP-lidmaatschap ook op de lijst, maar was op het moment van arrestatie niet thuis. Van Ecks naaste buren waren de verzetsman Jan Aartsen en Derk Wildeboer, de leider van de Binnenlandse Strijdkrachten in Ede. Door contacten met hen was van Eck ook betrokken bij Operatie Pegasus I.
Namens de PvdA was hij vlak na de oorlog wederom lid van de Provinciale Staten, waarna hij vanaf 1946 lid van de Gedeputeerde Staten van Gelderland voor de PvdA was, een bestuursfunctie die hij tot zijn pensionering in 1970 zou uitoefenen. Hij beheerde onafgebroken de portefeuille Planologie. Deze omvatte aanvankelijk vooral steden- en woningbouw, maar groeide uit tot Ruimtelijke Ordening, waarbij ook natuur, landschap en openluchtrecreatie tot zijn verantwoordelijkheden behoorden. In en buiten de politiek maakte Van Eck zich hard tegen verstedelijking van het platteland. Zelf zag hij het aannemen van het Streekplan Rijn en IJssel als zijn grootste prestatie. Daarmee werd er paal en perk gesteld aan de aantasting van de Zuidelijke Veluwezoom. Een plan voor een autoweg dwars door het Veluwegebied bij Kootwijk werd op deze manier voorkomen.
Naast zijn politieke activiteiten bekleedde Van Eck bestuursfuncties bij Het Geldersch Landschap en Stichting Nationaal Park de Hoge Veluwe. Van 1976 tot 1978 was Van Eck nog voorzitter van de Vereniging Oud-Ede.

## Persoonlijk
Van Eck was getrouwd met Tine Brolsma (1911-1992). Samen kregen zij drie dochters. Zijn dochters zouden zich na zijn dood verzetten tegen de uitbreiding van de nieuwe wijk Kernhem in Ede-Noord. In 1960 werd hij geridderd in de Orde van de Nederlandse Leeuw. Van het Israëlische holocaustmuseum, gedenk- en onderzoekscentrum Yad Vashem ontvingen Van Eck en zijn vrouw de eretitel Rechtvaardige onder de Volkeren.
De PvdA-politicus had een sterke liefde voor Israël. Hij zegde bijna zijn PvdA-lidmaatschap op toen partijvoorzitter Marjanne Sint in 1990 samen met PLO-leider Yasser Arafat op de foto verscheen. Na zijn dood werd er op initiatief van een dochter en kleinzoon in de Negev-woestijn een bos geplant dat zijn naam draagt, bestaande uit tweeduizend bomen.
- Nederlandse Thesaurus van Auteursnamen: 143325558
- Virtual International Authority File: 283643290
- WorldCat: E39PBJktpw7fJVHPP79qxYh4MP